# Méliphage moucheté
Xanthotis polygrammus
Espèce
Statut de conservation UICN

 LC  : Préoccupation mineure
Le Méliphage moucheté (Xanthotis polygrammus) est une espèce de passereaux méliphages de la famille des Meliphagidae

## Répartition
Il vit en Nouvelle-Guinée.

## Habitat
Il habite les forêts humides tropicales et subtropicales de basse altitude

## Sous-espèces
D'après Alan P. Peterson, 6 sous-espèces ont été décrites :
- Xanthotis polygrammus candidior Mayr & Rand 1935 ;
- Xanthotis polygrammus kuehni Hartert 1930 ;
- Xanthotis polygrammus lophotis Mayr 1931 ;
- Xanthotis polygrammus poikilosternos Meyer, AB 1874 ;
- Xanthotis polygrammus polygrammus (Gray, GR) 1862 ;
- Xanthotis polygrammus septentrionalis Mayr 1931.